# Glória e Vera Cruz
Glória e Vera Cruz (oficialmente: União das Freguesias de Glória e Vera Cruz) é uma freguesia portuguesa do município de Aveiro, com 45,32 km² de área e 21 227 habitantes (censo de 2021). A sua densidade populacional é 468,4 hab./km².

## História
Foi constituída em 2013, no âmbito de uma reforma administrativa nacional, pela agregação das antigas freguesias de Glória e Vera Cruz e tem sede em Vera Cruz.

## Demografia
A população registada nos censos foi:
| Distribuição da População por Grupos Etários | Distribuição da População por Grupos Etários | Distribuição da População por Grupos Etários | Distribuição da População por Grupos Etários | Distribuição da População por Grupos Etários | Distribuição da População por Grupos Etários |
| -------------------------------------------- | -------------------------------------------- | -------------------------------------------- | -------------------------------------------- | -------------------------------------------- | -------------------------------------------- |
| Antes da agregação                           |                                              |                                              |                                              |                                              |                                              |
| Ano                                          | 0-14 anos                                    | 15-24 anos                                   | 25-64 anos                                   | >= 65 anos                                   | Total                                        |
| 2001                                         | 2626                                         | 2625                                         | 10309                                        | 3009                                         | 18569                                        |
| 2011                                         | 2337                                         | 1927                                         | 10830                                        | 3662                                         | 18756                                        |
| Após a agregação                             |                                              |                                              |                                              |                                              |                                              |
| Ano                                          | 0-14 anos                                    | 15-24 anos                                   | 25-64 anos                                   | >= 65 anos                                   | Total                                        |
| 2021                                         | 2547                                         | 2315                                         | 11865                                        | 4500                                         | 21227                                        |